# يطروفة حمراء الساق
يطروفة حمراء الساق (الاسم العلمي:Jatropha erythropoda) هي نوع من النباتات تتبع جنس اليطروفة من الفصيلة الفربيونية.